# Bełk (Oder)
Der Bełk (tschechisch Bečva, deutsch Belk) ist ein linker Nebenfluss der Oder in Tschechien und Polen.

## Verlauf
Die Bečva entspringt südlich des Dorfes Vřesina im Hultschiner Ländchen im Grund Vodní důl am Rande des Waldes Bor (Kiefer-Wald). Sie fließt zunächst nach Nordosten durch Vřesina und wendet sich dann ostwärts. Über Karlovec und Hať erreicht der Bach die Grenze zu Polen, wo er Bełk genannt wird. Dort liegen entlang seines Laufes die Ortschaften Rudyszwałd (Ruderswald) und Zabełków (Zabelkau). Zwischen beiden wird der Bach von der Bahnstrecke Kędzierzyn-Koźle–Chałupki–Bohumín überbrückt. An seinem Unterlauf wendet sich der Bełk hinter Zabełków scharf nach Norden. Nach 8,7 Kilometern mündet der Bełk zwischen Nowy Dwór und Kopytov an der polnisch-tschechischen Grenze gegenüber dem Olsazipfel 300 Meter oberhalb der Olsamündung in die Oder.

## Geschichte
Nach der Teilung Schlesiens 1742 gehörte der gesamte Bachlauf zu Preußisch Schlesien. 1923 erfolgte nach der Abtretung des Hultschiner Ländchens die Grenzziehung zwischen Hať und Rudyszwałd. Diese Grenze wurde nach dem Münchner Abkommen 1938 aufgehoben und 1945 wiederhergestellt.

## Zuflüsse
- Darkovický potok (r), bei Darkovice
- Šilherovický potok (r) bei Rakowiec